# A Aribau
A Aribau és un monument escultòric situat al Parc de la Ciutadella de Barcelona, catalogat com a bé cultural d'interès local. Està dedicat a l'escriptor català Bonaventura Carles Aribau (Barcelona, 1798 - 1862), considerat l'iniciador de la Renaixença catalana. Va ser creat el 1884 segons un disseny arquitectònic de Josep Vilaseca, amb la part escultòrica a càrrec de Manuel Fuxà. El 1934, l'estàtua original de pedra va ser substituïda per una còpia de bronze elaborada per Enric Monjo.

## Història i descripció
La idea de retre un homenatge al renovador de les lletres catalanes va sorgir el 1879, impulsada per l'industrial Ignasi Jaumandreu, qui va presidir una comissió encarregada de recaptar fons per al monument. Es van fer dues campanyes, una a Madrid que no va aconseguir cap aportació, i altra a la ciutat comtal, on es van recaptar 5000 pessetes. El lloc escollit per al seu emplaçament va ser el recentment urbanitzat Parc de la Ciutadella —de fet encara en obres el 1884—, que quatre anys més tard acolliria l'Exposició Universal de 1888. El monument, obra de l'arquitecte Josep Vilaseca i l'escultor Manuel Fuxà, es va situar a una esplanada del parc situada entre el passeig de les Magnòlies i el dels Oms, envoltada per una barana al disseny de la qual va intervenir Antoni Gaudí. Va ser inaugurat el 15 de desembre de 1884, el cinquantè aniversari de la publicació de l'Oda a la Pàtria, el famós poema d'Aribau. El mateix any es van inaugurar al parc la Dama del paraigua, de Joan Roig i Solé; Jaume Salvador, d'Eduard B. Alentorn; i el Caçador de lleons, d'Agapit Vallmitjana i Abarca. La realització de l'obra va tenir un dèficit de 2500 pessetes, pel que es va obrir una subscripció popular al Diario de Barcelona per eixugar el deute.
El 1934, en el centenari de l'Oda a la Pàtria, es va posar una placa al carrer d'Aribau, i es va decidir substituir l'escultura de pedra de Fuxà per una còpia en bronze, esculpida per Enric Monjo i realitzada a la Foneria Tanagra M. Gimeno de Blanes. El monument va ser restaurat entre els anys 2000 i 2001, data en què es va substituir el jardinet que envoltava el pedestal per un banc de pedra.

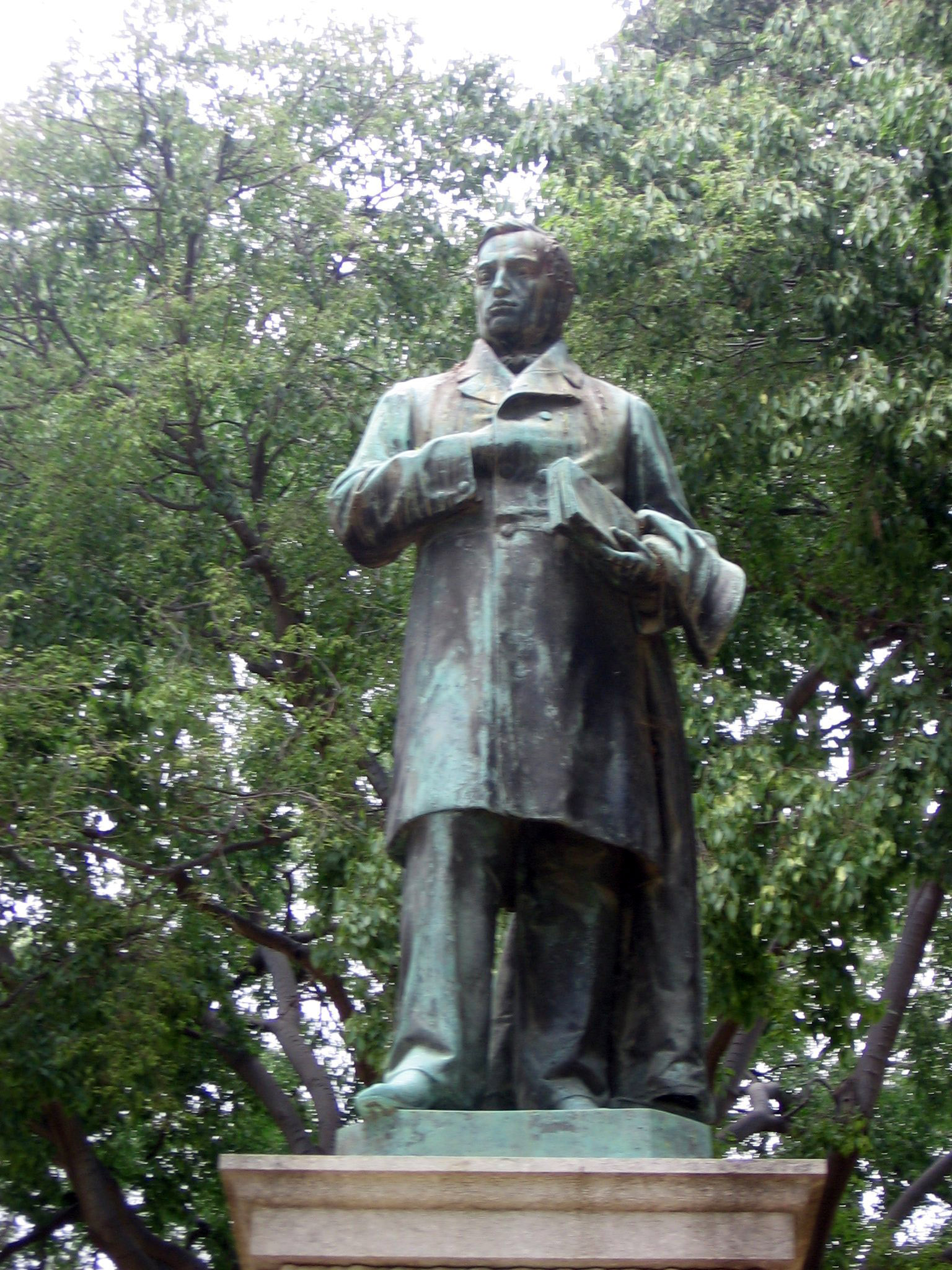
Detall de la figura de l'escriptor

El monument consta d'una base circular, sobre la qual s'aixeca un basament octogonal amb la inscripció «La Pàtria» —fet amb marbre del Garraf donat per Eusebi Güell i Bacigalupi—, per damunt del qual s'aixeca una pilastra jònica amb unes estries en forma de lira, una estrella que simbolitza el geni del poeta i una ploma d'escriptor, i amb la inscripció «A Aribau»; sobre el capitell jònic es troba un fris decorat amb fulles de roure, símbol de la fortalesa d'ànim i l'enteresa de caràcter. Per dos dels costats d'aquesta pilastra s'hi troben unes branques de llorer amb les inscripcions «Al poeta», «A l'economista» i «Al taquígraf». Aquest conjunt, dissenyat per Vilaseca és sobri i elegant, allunyat de l'ampul·lositat d'altres monuments similars, en homenatge als ideals defensats pel poeta. Sobre aquest pedestal s'emplaça la figura de l'escriptor, de 2 m d'alçada, que mostra al personatge en actitud solemne, amb una cama avançada i la mà dreta al pit, mentre que a l'esquerra sosté un llibre i un abric que li queda penjant. Fuxà va aconseguir una obra noble i seriosa però amb una posició dinàmica i equilibrada, al mateix temps que els trets fisonòmics de la figura humanitzen el personatge.
El mateix escultor va donar el model en guix de l'estàtua a la Biblioteca Museu Víctor Balaguer de Vilanova i la Geltrú, on també hi havia esculpit l'escultura de l'Arquebisbe Armanyà.